# Malá Čierna
Malá Čierna és un poble i municipi d'Eslovàquia que es troba a la regió de Žilina, al centre-nord del país.

## Història
La primera menció escrita de la vila es remunta al 1471.

## Demografia
| Godina             | 1994 | 2004   | 2014   | 2024   |
| ------------------ | ---- | ------ | ------ | ------ |
| Nombre de persones | 307  | 333    | 366    | 335    |
| Diferència         |      | +8,46% | +9,90% | −8,46% |

| Godina             | 2023 | 2024   |
| ------------------ | ---- | ------ |
| Nombre de persones | 322  | 335    |
| Diferència         |      | +4,03% |